# Premis MiM Series
Els Premis MiM Series són uns premis televisius espanyols, creats el mes de novembre de 2013 per Associació cultural de Madridimagen amb caràcter anual per a reconèixer el mèrit i qualitat de les produccions televisives espanyoles de cada any i la primera gala del qual de lliurament de premis es va celebrar el 30 de novembre de 2013.

## Preparació
L'organització presenta la seva Selecció MiM amb les sèries que el comitè organitzador considera més destacades d'entre les emeses aquesta temporada.
Partint d'aquesta selecció, en una segona fase s'anuncien els candidats/as finalistes de cada categoria que competiran per emportar-se un dels 10 MiM que premien els treballs més destacats en Drama, Comèdia, TvMovies o Mini Sèries i Sèries Diàries, incloent guió, direcció i les interpretacions femenina i masculina en les categories de drama i comèdia.
Finalment els premis seran decidits, en cada edició, per un jurat compost per acreditats professionals.

## Requisits
Per competir en aquests guardons, les sèries de televisió, minisèries o telefilm han de complir els següents requisits: haver estat estrenades durant el transcurs de la temporada televisiva anterior al lliurament de premis i que hi hagi hagut passis per la premsa previs a la seva estrena comercial.

## Categories
Les categories dels Premis MiM; es divideixen en dos grups: Categories Generals i Categories Especials:

### Categories Generals
- Premi DAMA a la millor sèrie dramàtica
- Premi DAMA a la millor sèrie de comèdia
- Premi DAMA a la millor minisèrie o tv-movie
- Premi DAMA a la millor sèrie diària (Des de la VII edició dels premis)
- Premi MIM a la millor interpretació femenina de drama (Des de la III edició dels premis)
- Premi MIM a la millor interpretació femenina de comèdia (Des de la III edició dels premis)
- Premi MIM a la millor interpretació masculina de drama (Des de la III edició dels premis)
- Premi MIM a la millor interpretació masculina de comèdia (Des de la III edició dels premis)
- Premi MIM a la millor direcció
- Premi MIM a la millor guió (Des de la III edició dels premis)

#### Antigues Categories
- Premi Millor Creació
- Premi Millor Interpretació Masculina
- Premi Millor Interpretació Femenina

### Categories Especials
- PREMI ESPECIAL a la Contribució Artística en la Ficció Televisiva (Com a reconeixement a la trajectòria)
- PREMI NOU TALENT (Com a reconeixement als rostres prometedors més joves de la ficció) (Des de la V edició dels premis)

## Edicions
| Anys                                                         |
| 2013 · 2014 · 2015 · 2016 · 2017 · 2018 · 2019 · 2021 · 2022 |

## El Festival
A més, d'una gala anual on es premia potser de la temporada televisiva. Se celebra un festival (no competitiu) entorn de quatre-cinc dies on la premsa té l'oportunitat de descobrir en primícia, els capítols d'arrencada de les produccions que saltaran a les pantalles de cada cadena amb l'arribada de l'any nou.
Creat des de 2013, el festival neix amb l'objectiu de celebració, al costat dels amants de la ficció televisiva, la bona salut de les nostres sèries, descobrint les novetats que les principals cadenes han preparat per als mesos esdevenidors i reconeixent els millors treballs de la temporada amb uns premis que ja s'han convertit en una referència dins de la indústria.